# 神翼鳥屬
神翼鳥（學名Apsaravis）是白堊紀晚期的鳥類。它其下只有一個物種，就是烏哈神翼鳥，屬於7800萬年前白堊紀坎帕階。其化石遺骸是在蒙古戈壁沙漠烏哈托喀（Ukhaa Tolgod）的德加多克塔組（Djadochta Formation）發現。
神翼鳥估計棲息在乾旱的環境，淡水供應十分稀少。

## 意義
神翼鳥在鳥類古生物學中十分重要，它可以在以下四方面提供重要證據：

### 蜥鳥亞綱
蜥鳥亞綱是原始鳥類的分支，包括始祖鳥、孔子鳥及反鳥類。它們最初被認為是與扇尾亞綱（亦即現今鳥類）在系統發生學上分開。不過，神翼鳥卻同時擁有蜥鳥亞綱及扇尾亞綱的特徵。神翼鳥接近鳥綱的特徵例如有最少10節薦椎、恥骨及坐骨緊貼、遠端股骨上有髕骨溝、完全鞍形的脊椎、與及多種前肢、腳跟及腳掌的特徵等。它們同時亦保有原始的反鳥類及獸腳亞目基群的特徵，如多種肱骨的特徵。這種中間形態正是蜥鳥亞綱分支有效性的證據。

### 反鳥類單系群
神翼鳥同時擁有的原始及先進特徵，卻沒有了大部份反鳥亞綱的特徵。要作為反鳥類的單系群，必須有27種特徵，但神翼鳥卻只有4種。若發現更多像神翼鳥的扇尾亞綱基群化石，則會令反鳥亞綱成為並系群。這顯示反鳥類並非是與演化成現今鳥類的類群分隔開來，而是原始鳥類成為現今鳥類的其中一步。

### 生態瓶頸
在發現神翼鳥前，大部份扇尾亞綱都是在海中、湖泊或濱海沉積岩中發現。這使學者認為現今鳥類的祖先都是水生的，且是鴴形目的基群。由於一直相信它們擁有涉禽的生態，故此出現了生態瓶頸，即其他所有的生態位都由反鳥類所主導。不過，神翼鳥是在沙丘中發現，而且沒有明顯的水生適應性，故此顯示並非所有扇尾亞綱都是涉禽。

### 上肢自動伸長
神翼鳥是最基群的鳥類擁有伸腱突。第一掌骨上有骨質的突，當自肢伸長時可以令上肢自動伸長。這是現今鳥類飛行的重要因素。

## 種系發生學
神翼鳥是最扇尾亞綱的最基群，但比反鳥亞綱及巴塔哥鳥先進。

## 外部連結
- The Theropod Database